# 적공
적공(翟公, ? ~ ?)은 전한 중기의 관료로, 우내사 하규현(下邽縣) 사람이다.

## 행적
원광 5년(기원전 130년), 정위에 임명되었다.
적공이 정위가 되었을 때 찾아오는 빈객이 많았으나, 해임되고 나니 발길이 끊어졌다. 이후 다시 정위가 되었는데, 빈객이 몰려드니 적공은 문 앞에 다음과 같은 글을 남겼다.
| “ | 한 번 죽고 사니 사귐의 정을 알겠고, 한 번 가멸고 가난해지니 사귐의 모양새를 알겠으며, 한 번 존귀하고 비천해지니 사귐의 정이 보이는구나. | ” |

## 출전
- 사마천, 《사기》 권120
- 반고, 《한서》권19하 백관공경표 下